# Auguste Ottin

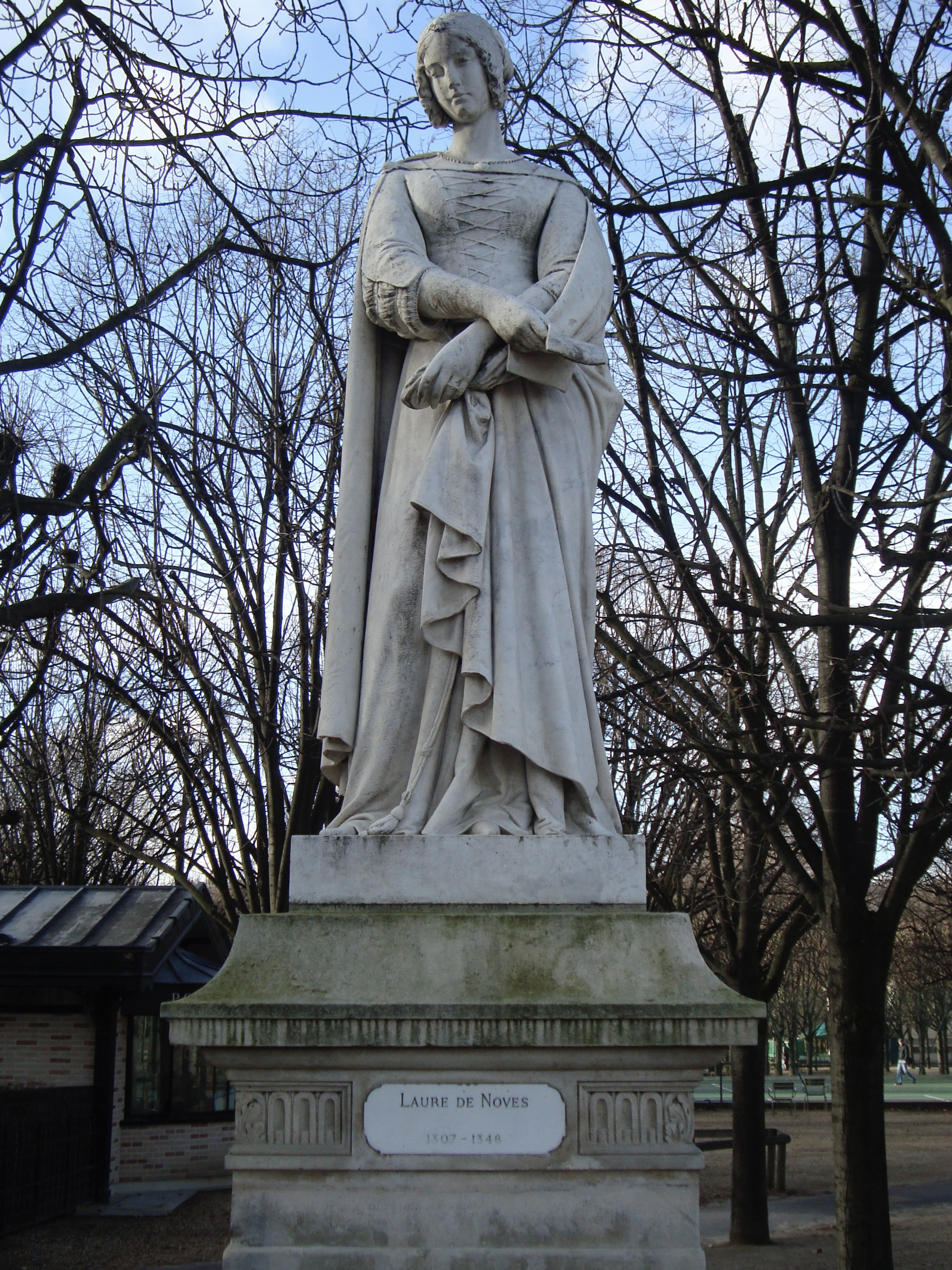
Laure de Noves i serien Reines de France et Femmes illustres.

Auguste-Louis-Marie Ottin, född 1 november 1811 i Paris, död där 9 december 1890, var en fransk skulptör.
Ottin, som studerade vid École des beaux-arts och för David d'Angers, erhöll 1836 romerska priset för en relief, Sokrates tömmer giftbägaren. Han utförde under och efter sin studietid i Italien många verk av ideal halt, som Herkules i Hesperidernas trädgård, Amor och Psyche, Polyfem överraskar Acis och Galathea (i Luxembourgträdgården, grupp i Fontaine de Medicis - ditfogad vid dennas restaurering 1845). Senare modellerade han Napoleon III:s och Henrik IV:s stoder samt Drama och Musik i operans gavelfält.